# Greatest Hits Vol. 2 (album av Elisabeth Andreassen)
Greatest Hits Vol. 2 utkom 1985 och är ett samlingsalbum av den norska sångerskan Elisabeth Andreasson.

## Låtlista
1. Stanna
2. Kärleksmagi
3. Sommarreggae (Sunshine Reggae)
4. Håll mej hårt - duett med Jan Andreasson
5. Together Again
6. Då lyser en sol
7. I'm a Woman
8. Du är allt som jag vill ha
9. Hard Times
10. Kärlek nu
11. Om jag lyssnar
12. But Love Me

### Fotnoter
1. ↑  Elisabeth Andreassen fansite - Samlingar